# Skótfajd
A skótfajd (Lagopus lagopus scoticus) a madarak (Aves) osztályának tyúkalakúak (Galliformes) rendjéhez és a fácánfélék (Phasianidae) családjához tartozó sarki hófajd (Lagopus lagopus) alfaja.

## Előfordulása
A skótfajd az Egyesült Királyság és Írország hegyvidéki lápjain, rónáin és tőzeges lápjain fordul elő.

## Megjelenése
Testhossza 37–40 centiméter, szárnyfesztávolsága 55–66 centiméter, testtömege pedig 550–700 gramm. A kakas sötét vörösesbarna és fekete csíkos. A lábszár és a lábfej tollazata fehér. A tojó tollazata inkább sárgás. A szárny belső része fehér.

## Életmódja
A költési időszakban párban, egyébként rajokban él. Tápláléka növények, hajtások, rügyek, bogyók és rovarok. Akár 8 évet is élhet.

## Szaporodása
Az ivarérettséget egyéves korában éri el. A költési időszak április–június között van. A fészek egy talajmélyedésben van, és benne 6–9 krémszínű, sötétbarna foltos tojás található. A kotlás 19–25 napig tart. Mindkét szülő neveli a csibéket. A kirepülés 12–13 nap után következik be.
|  |